# Daði Freyr
Pour les articles homonymes, voir Freyr (homonymie).
Daði Freyr Pétursson (prononciation islandaise : /ˈtaːðɪ freiːr ˈpʰjɛːtʏrsɔn/), né le 30 juin 1992 à Reykjavik, connu sous son nom d'artiste Daði Freyr ou par son mononyme Daði, est un musicien islandais résidant à Berlin, en Allemagne. Il devait représenter l'Islande au Concours Eurovision de la chanson 2020 avec son titre Think About Things, avant que le concours soit annulé en raison de la pandémie de Covid 19. Il représente malgré tout l'Islande au concours Eurovision de la chanson 2021.

## Biographie

### Jeunesse
Daði est né dans la capitale islandaise Reykjavik mais a grandi au Danemark jusqu'à l'âge de ses 9 ans, puis sa famille a déménagé en Islande et s'est installée dans la région sud, d'abord en Laugaland puis en Ásahreppur. Il est diplômé de Fjölbrautaskóli Suðurlands (Collège Sudurland) en 2012 et a obtenu en 2017, une licence (Bachelor of Arts) en gestion musicale et production audio à Berlin.

## Carrière musicale
Dans sa jeunesse, Daði a pratiqué la batterie et étudié le piano et la guitare basse. Il faisait partie du groupe RetRoBot, rejoignant le chanteur Gunnlaugur Bjarnason et le guitariste Guðmundur Einar Vilbergsson, qu'il avait rencontré à la South Iceland Multicultural School. En 2012, le groupe RetRoBot a remporté le Músíktilraunir et Daði a été choisi comme le meilleur musicien électronique de l'année. Ce même groupe sort un album, Blackout, un an plus tard.

### Söngvakeppnin et Eurovision
En 2017, Daði participe à Söngvakeppnin (en compétition pour représenter l'Islande au Concours Eurovision de la chanson 2017) avec son groupe fictif Daði og Gagnamagnið, composé de ses amis : sa sœur, Sigrún Birna Pétursdóttir (chanteuse accompagnatrice), sa femme Árný Fjóla Ásmundsdóttir (danseuse) et ses amis Hulda Kristín Kolbrúnardóttir (chanteuse accompagnatrice), Stefán Hannesson (danseur) et Jóhann Sigurður Jóhannsson (danseur) (Le groupe se caractérise par leurs chandails vert  portant des portraits en pixel art des interprètes). La chanson s'intitule Hva með það? (« Et alors? »). Après avoir passé les demi-finales, il présente en finale la version anglaise : Is This Love? Ils arrivent en seconde place derrière Svala Björgvinsdóttir qui a interprété la chanson Paper.
En 2020, Daði remporte la sélection interne Songvakeppnin toujours avec son groupe Daði og Gagnamagnið, avec la chanson Think About Things (la version islandaise alternative est intitulée "Gagnamagnið"). La chanson est dédiée à Áróra, la fille de Daði. Par conséquent ils devaient représenter l'Islande au Concours Eurovision de la chanson 2020, mais l'événement a été annulé en raison de la pandémie COVID-19.
Plusieurs pays qui auraient participé au concours 2020 ont organisé leurs propres concours alternatifs, diffusant les inscriptions et couronnant un gagnant. Daði og Gagnamagnið a remporté six de ces concours, en Autriche, en Australie, au Danemark, en Finlande, en Norvège et en Suède.
Pour l'Eurovision 2021, la télévision islandaise RÙV prend la décision de reprendre Daði og Gagnamagnið. 10 Years est dévoilée le 13 mars 2021, la chanson parle de la relation entre Daði et de sa femme qui dure depuis dix ans. Le 19 mai 2021, un jour avant la seconde demi-finale où ils sont censés se produire, un des membres du groupe, Jóhann Sigurður Jóhannsson, est testé positif au covid-19, le groupe est contraint d'être confiné. Par conséquent, un enregistrement d'une de leur répétition sera utilisé pour leur participation et le groupe vivra la compétition depuis leur chambre d'hôtel. Ils se qualifient pour la finale et terminent 4ême sur 26 avec 378 points (180 points du public, 5ême et 198 points de la parts des jurys, 5ême également).

### L'après Eurovision
Le 25 août 2023, Daði Freyr sort son premier album solo : I Made An Album. Composé de 12 titres, dont Thank You interprété lors de la finale du Songvakeppnin 2022 et Bitte seule chanson complètement en Allemand.

## Vie privée
Daði Freyr est marié à la musicienne Árný Fjóla Ásmundsdóttir. Deux filles sont nées de cette union. Une en 2019 : Áróra. Elle est la principale inspiration de la chanson Think About Things. Une seconde, Kría Sif, est née en 2021.
Daði Freyr mesure 2 mètres 08. Il a sa propre application : Neon Planet.
Le père de Dadi était un joueur de bongo pour Katla Maria à Songvakeppni 1993, bien qu'ils se soient classés avant-derniers sur 10 candidats avec la chanson Samba.

## Discographie

### Albums studio
- & Co. (2019)
- I Made An Album (2023)

### EPs
- Næsta Skref (2017)
- Hvernig Væri Það? / Is This Love? (2017)
- Seinni Tíma Vandamál (2017)
- Skiptir Ekki Máli (2018)
- Allir Dagar Eru Jólin Með Þér (2018) / Every Moment Is Christmas With You (2020)
- Heyri Ekki (2019)
- Endurtaka Mig ft.Blær (2019)
- Ég Er Að Fíla Mig (Langar Ekki Að Hvíla Mig) (2019)
- Gagnamagnið / Think About Things (2020)
- Where We Wanna Be (2020)
- Feel The Love ft.Ásdís (2021)
- 10 Years (2021)